# Eilika de Saxonia
Eilika de Saxonia (n.c. 1081 – d. 16. ianuarie 1142 ), aparținând dinastiei Billungilor, a fost contesă de Ballenstedt prin căsătoria cu contele Otto cel Bogat.

## Biografie
Eilika a fost fiica cea mică a ducelui Magnus de Saxonia și a soției sale, Sofia, fiica regelui Béla I al Ungariei. Sora ei mai mare, Wulfhilda, s-a căsătorit cu Welful Henric al IX-lea de Bavaria, supranumit „cel Negru”. Deoarece Magnus a murit fără a avea vreun fiu, titlul de Duce al Saxoniei a revenit lui Lothar de Süpplingenburg. Alodiile familiei au ajuns prin cele două fiice la soții acestora deci în mâinile Welfilor și ale Ascanienilor (prin contele Ballenstedt).
În jurul anului 1094 Eilika s-a căsătorit cu contele Otto de Ballenstedt din familia Ascanienilor, care a devenit pentru scurt timp Duce de Saxonia în 1112. Fiul lor rezultat din această căsătorie, Albert Ursul, a devenit în timpul împăratului Conrad al III-lea, Duce de Saxonia și a achiziționat regiunea Havelland de pe malul drept al Elbei, din care s-a dezvoltat Margrafiatul Brandenburg începând din 1157. Albert a fost învins de vărul său, Henric cel Mândru, în bătălia pentru Ducatul de Saxonia, al cărui fiu Henric Leul a primit ulterior titlul de Duce de Saxonia de la împăratul Frederic I Barbarossa.
După moartea împăratului Lothar al III-lea a izbucnit din nou disputa pentru moștenirea titlului de Duce de Saxonia, iar Eilika l-a susținut activ pe fiul ei, Albert, aflându-se la reședința care îi fusese atribuită ca văduvă, Bernburg, care a fost distrusă de susținătorii lui Henric cel Mândru.